# Orientgran
Orientgran (Picea orientalis) är en tallväxtart som först beskrevs av Carl von Linné, och fick sitt nu gällande namn av Wilhelm Ludwig Petermann. Orientgran ingår i släktet granar, och familjen tallväxter. Arten förekommer tillfälligt i Sverige, men reproducerar sig inte. Inga underarter finns listade i Catalogue of Life.
Artens ursprungliga utbredningsområde ligger i Kaukasus i Georgien, Ryssland och Turkiet. Orientgran hittas vanligen mellan 600 och 2100 meter över havet. Arten bildar ansamlingar eller skogar, ibland tillsammans med nordmannsgran (Abies nordmanniana), Fagus orientalis eller arter av tallsläktet. Undervegetationen kan bestå av buskar som lagerhägg (Prunus laurocerasus), Ilex colchica, buxbomar, idegran (Taxus baccata) samt arter av rododendronsläktet.
Allmänna hot är intensivt skogsbruk, landskapets omvandling till jordbruksmark och insektsanfall. Beståndet är däremot stort. IUCN kategoriserar arten globalt som livskraftig.

## Bildgalleri

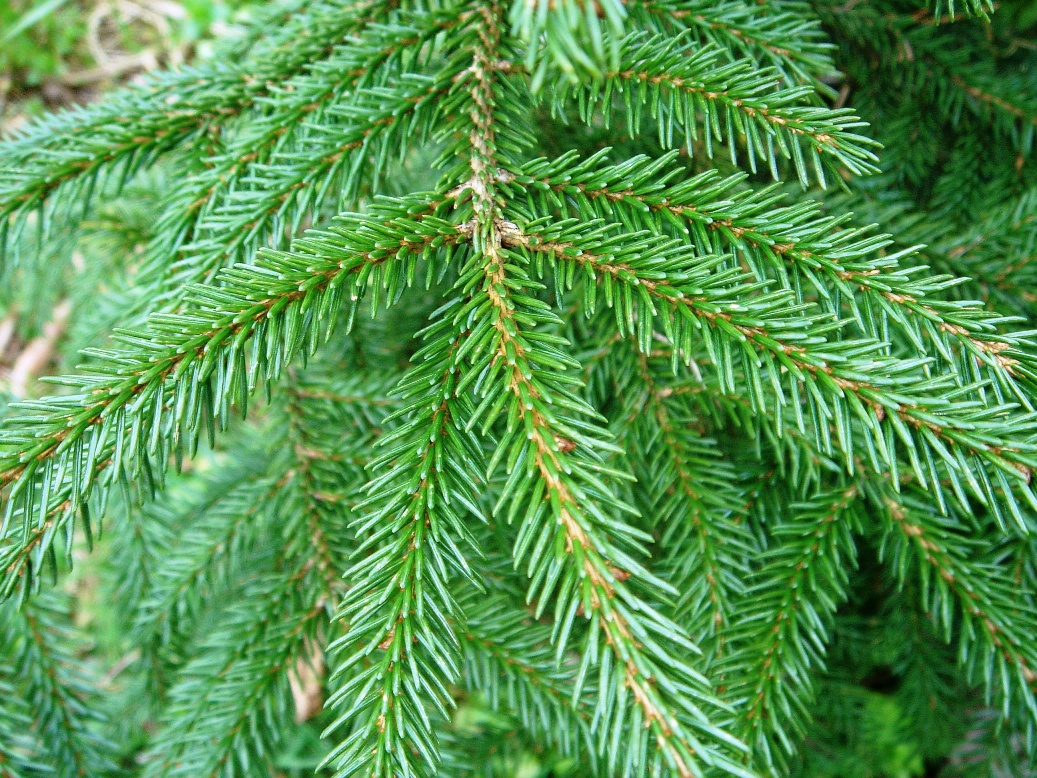
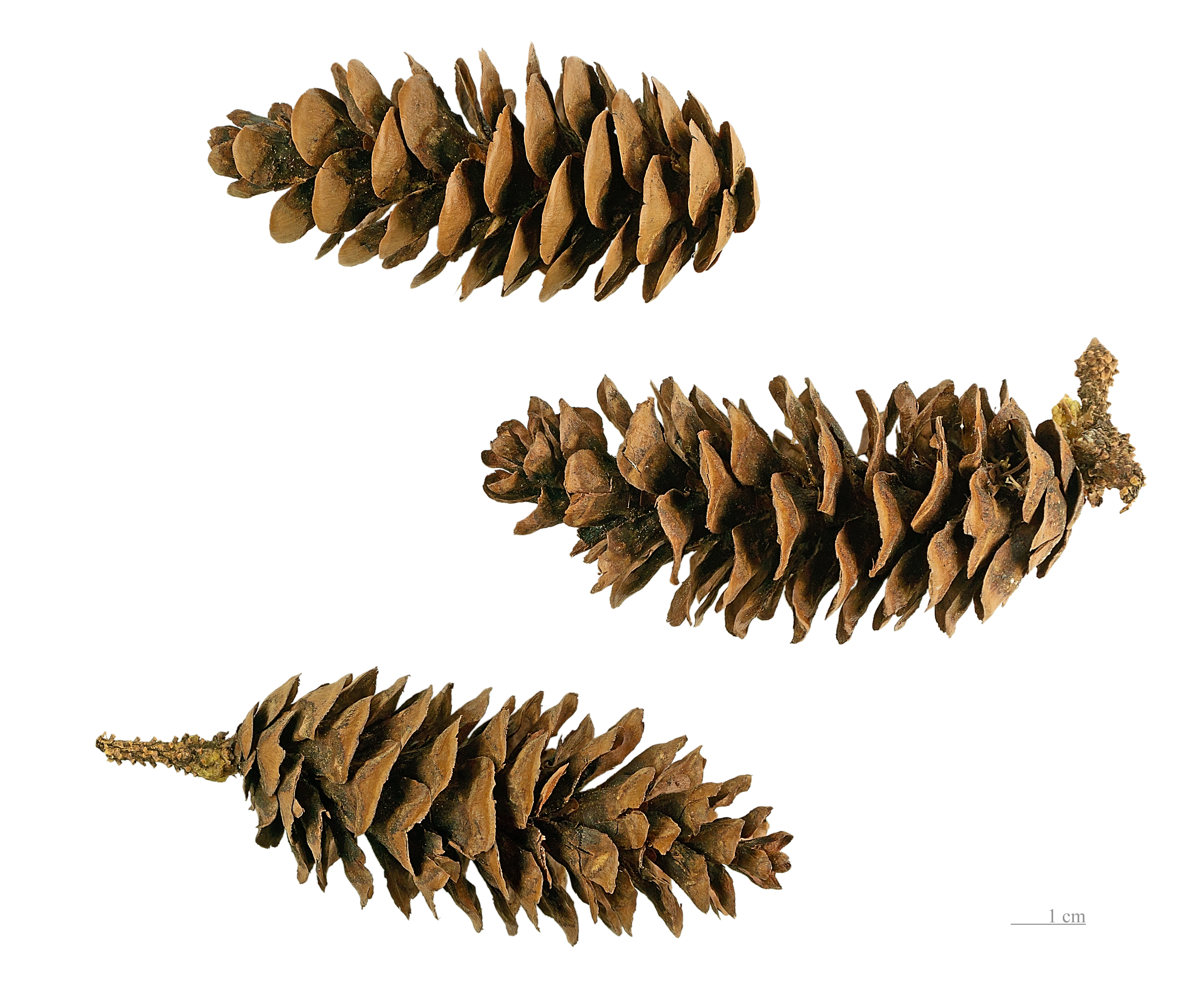
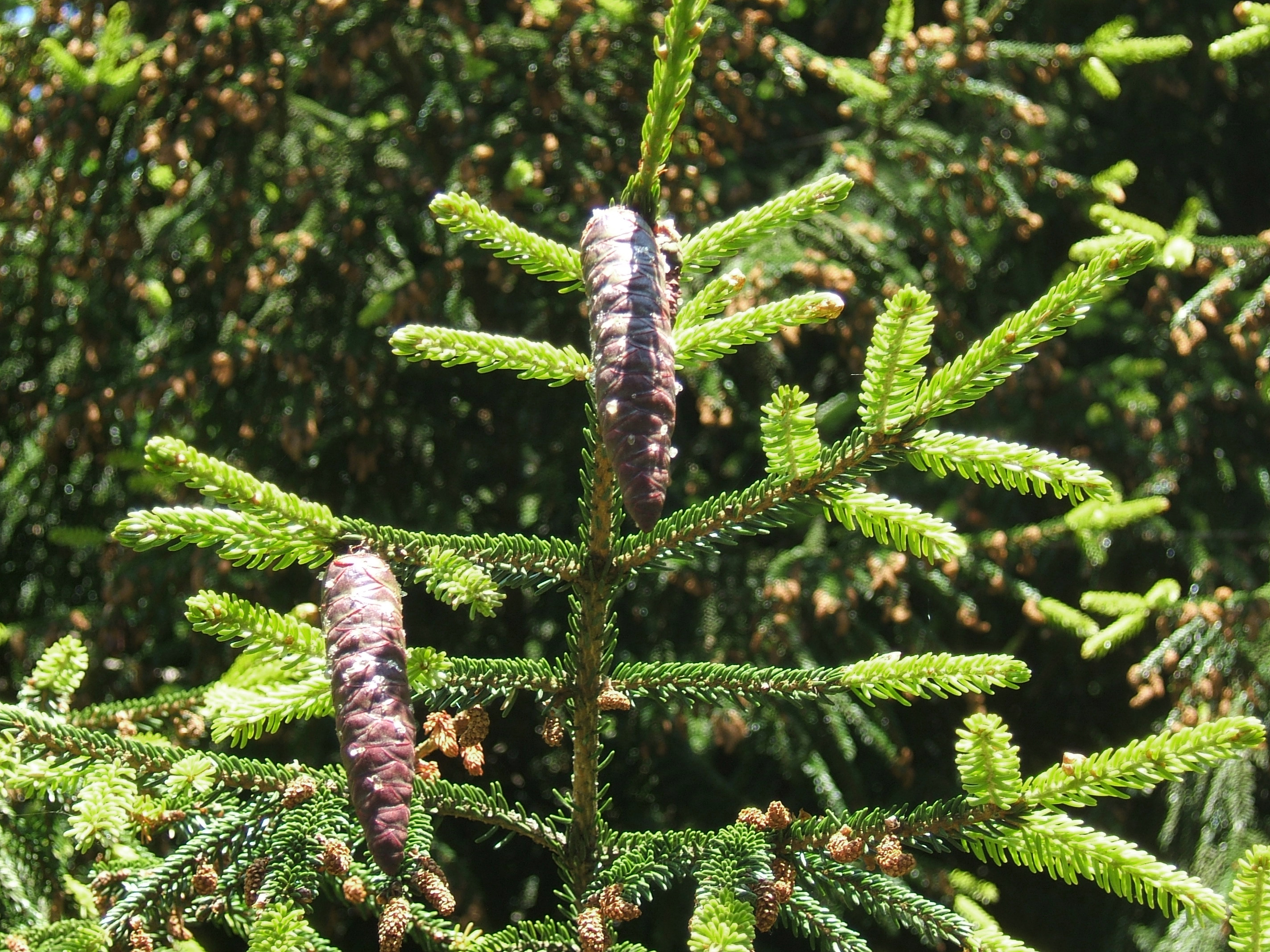
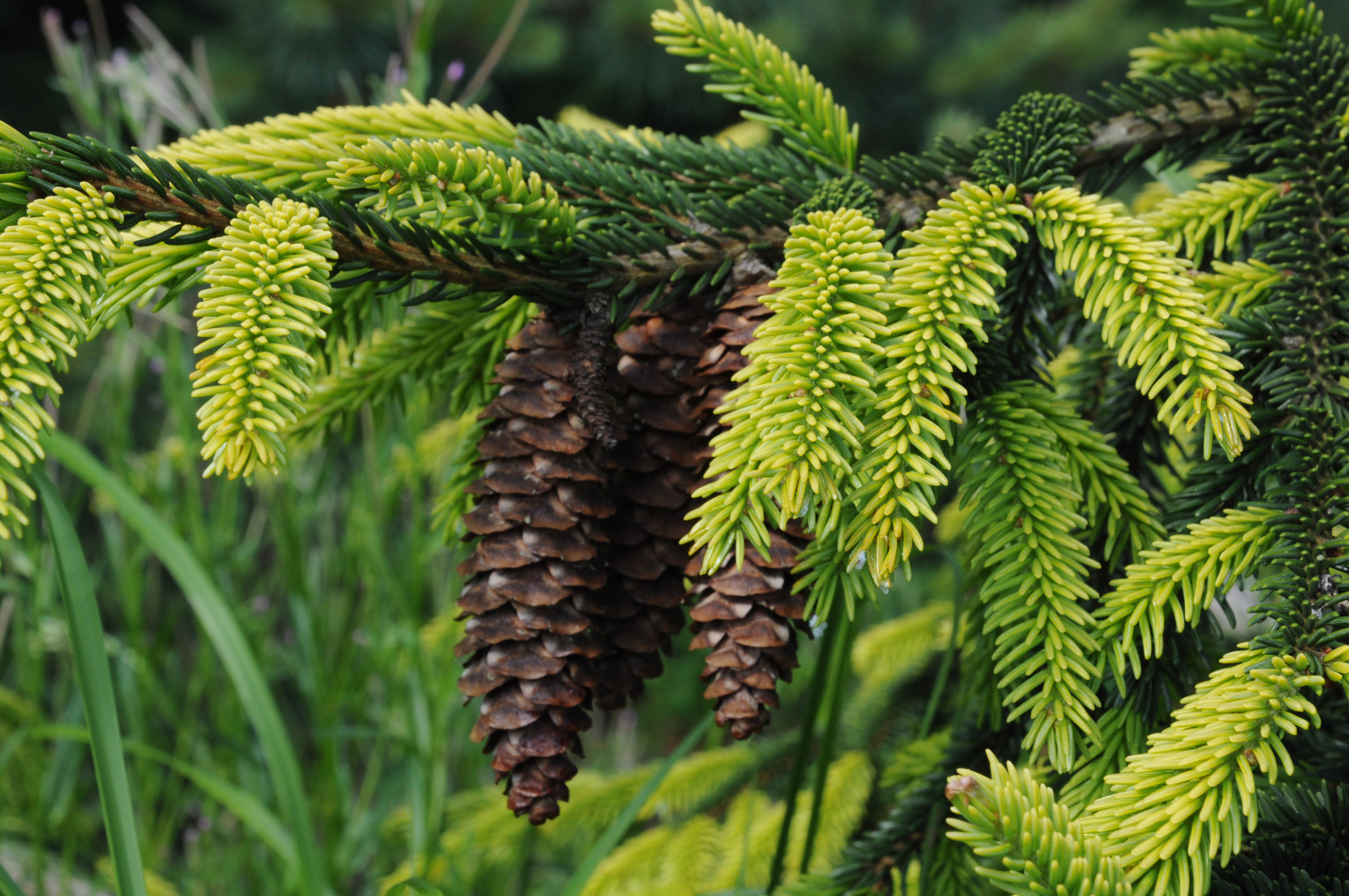
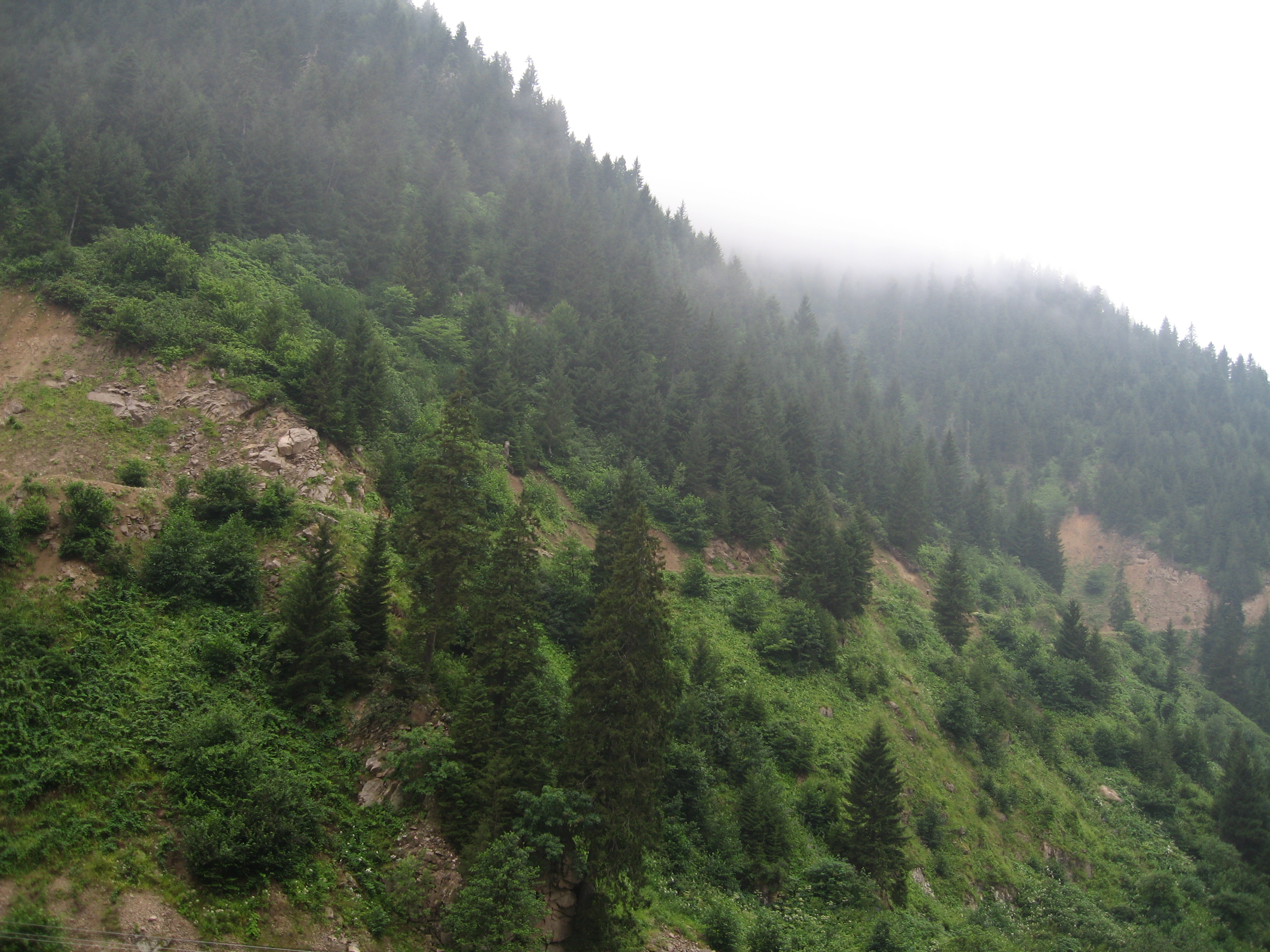
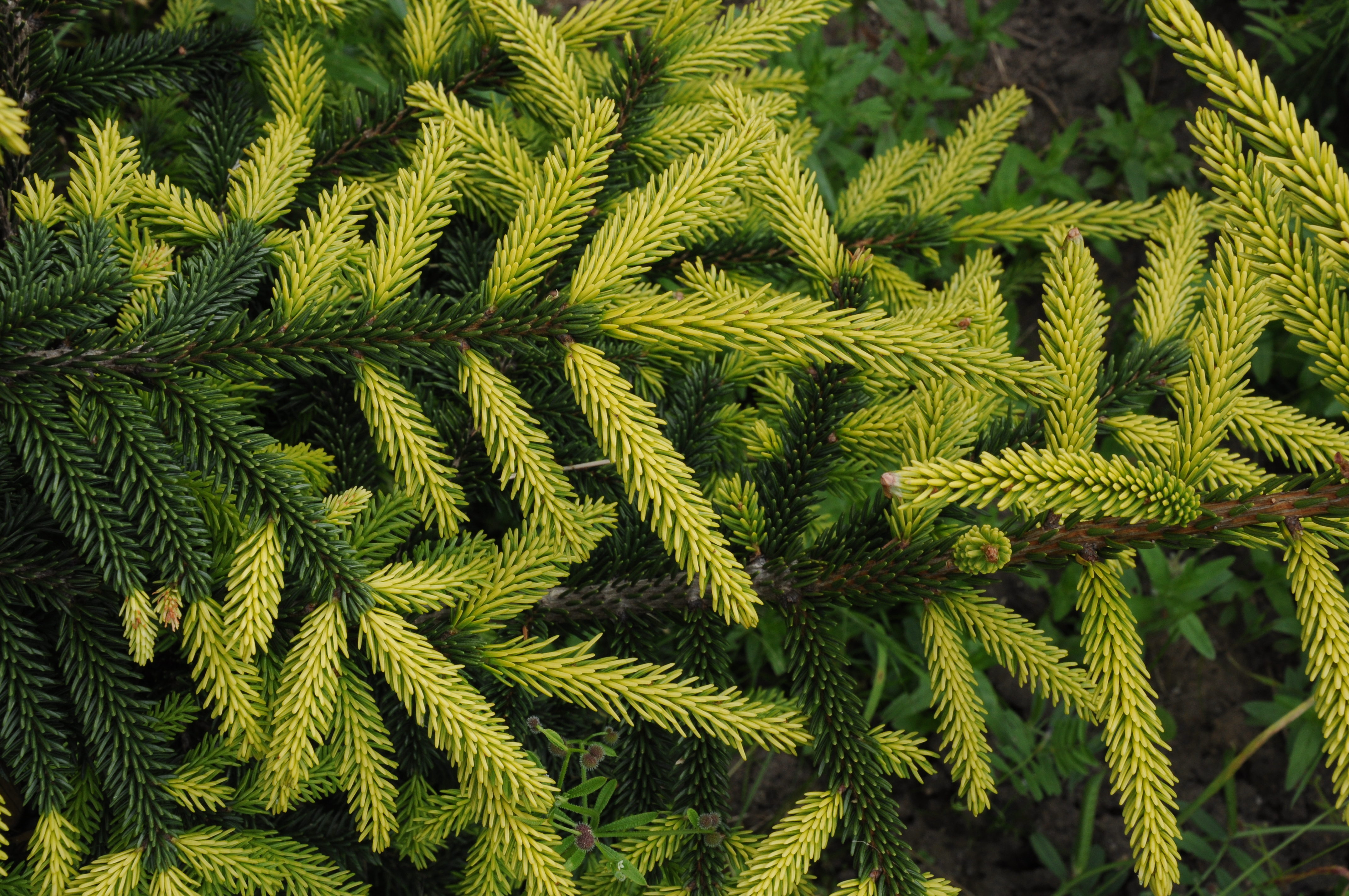